# HD 194069
HD 194069，又名BD+40 4136，SAO 49524、HR 7795，是一颗恒星，视星等为6.39，位于銀經78.85，銀緯2.39，其B1900.0坐标为赤經20h 18m 30.6s，赤緯+40° 2.39′ 45″。